# Orbita eteroclina

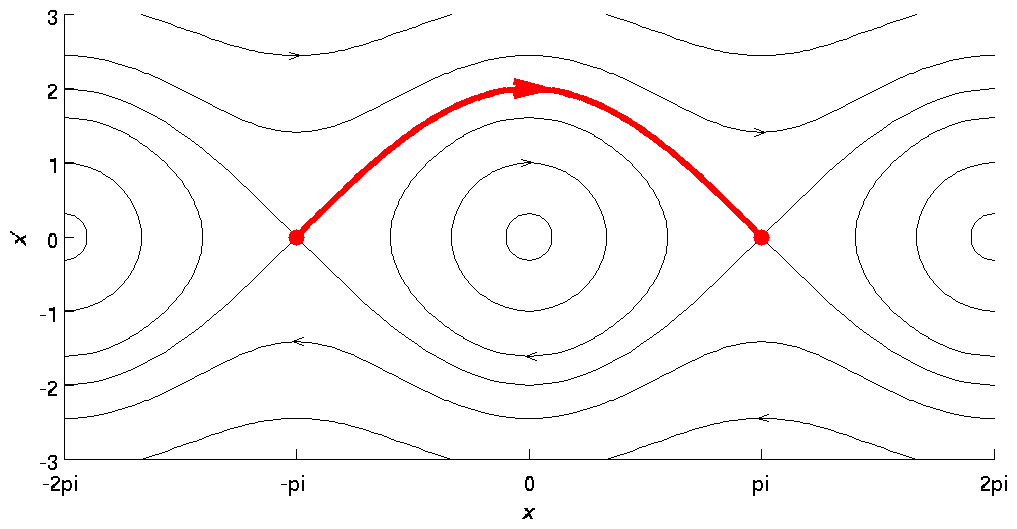
Il ritratto di fase di un pendolo di equazione x + sin x = 0. La curva evidenziata mostra l'orbita eteroclina dal punto (x, x) = (−π, 0) al punto (x, x) = (π, 0). Questa orbita viene seguita dal pendolo quando, partendo da un punto in alto a sinistra, passa attraverso il punto più basso e si ferma infine nel punto simmetrico in alto a destra.

In matematica, un'orbita eteroclina o connessione eteroclina in un ritratto di fase di un sistema dinamico è un percorso nello spazio di fase che unisce due differenti punti di equilibrio. Se i punti di equilibrio all'inizio e alla fine dell'orbita corrispondono si ha un'orbita omoclina.
Si consideri il sistema dinamico descritto dall'equazione differenziale ordinaria:
{\displaystyle {\dot {x}}=f(x)}
Si supponga che ci siano due punti di equilibrio {\displaystyle x=x_{0}} e {\displaystyle x=x_{1}}, allora una soluzione {\displaystyle \phi (t)} è un'orbita eteroclina dal punto {\displaystyle x_{0}} al punto {\displaystyle x_{1}} se:
{\displaystyle \phi (t)\rightarrow x_{0}\quad \mathrm {se} \quad t\rightarrow -\infty }
e:
{\displaystyle \phi (t)\rightarrow x_{1}\quad \mathrm {se} \quad t\rightarrow +\infty }